# Saint-Nazaire-de-Valentane
Saint-Nazaire-de-Valentane (okzitanisch Sent Nazari de Valentana) ist eine französische Gemeinde mit 311 Einwohnern (Stand: 1. Januar 2022) im Département Tarn-et-Garonne in der Region Okzitanien (vor 2016: Midi-Pyrénées). Die Gemeinde gehört zum Arrondissement Castelsarrasin und zum Kanton Valence (bis 2015: Kanton Bourg-de-Visa). Die Einwohner werden Saint-Nazarois genannt.

## Geografie
Saint-Nazaire-de-Valentane liegt etwa 35 Kilometer nordwestlich von Montauban. Umgeben wird Saint-Nazaire-de-Valentane von den Nachbargemeinden Fauroux im Norden, Miramont-de-Quercy im Osten, Montesquieu im Süden und Südosten, Castelsagrat im Südwesten sowie Brassac im Westen.
| Jahr      | 1962 | 1968 | 1975 | 1982 | 1990 | 1999 | 2006 | 2013 |
| --------- | ---- | ---- | ---- | ---- | ---- | ---- | ---- | ---- |
| Einwohner | 517  | 479  | 444  | 420  | 384  | 360  | 325  | 344  |

## Sehenswürdigkeiten

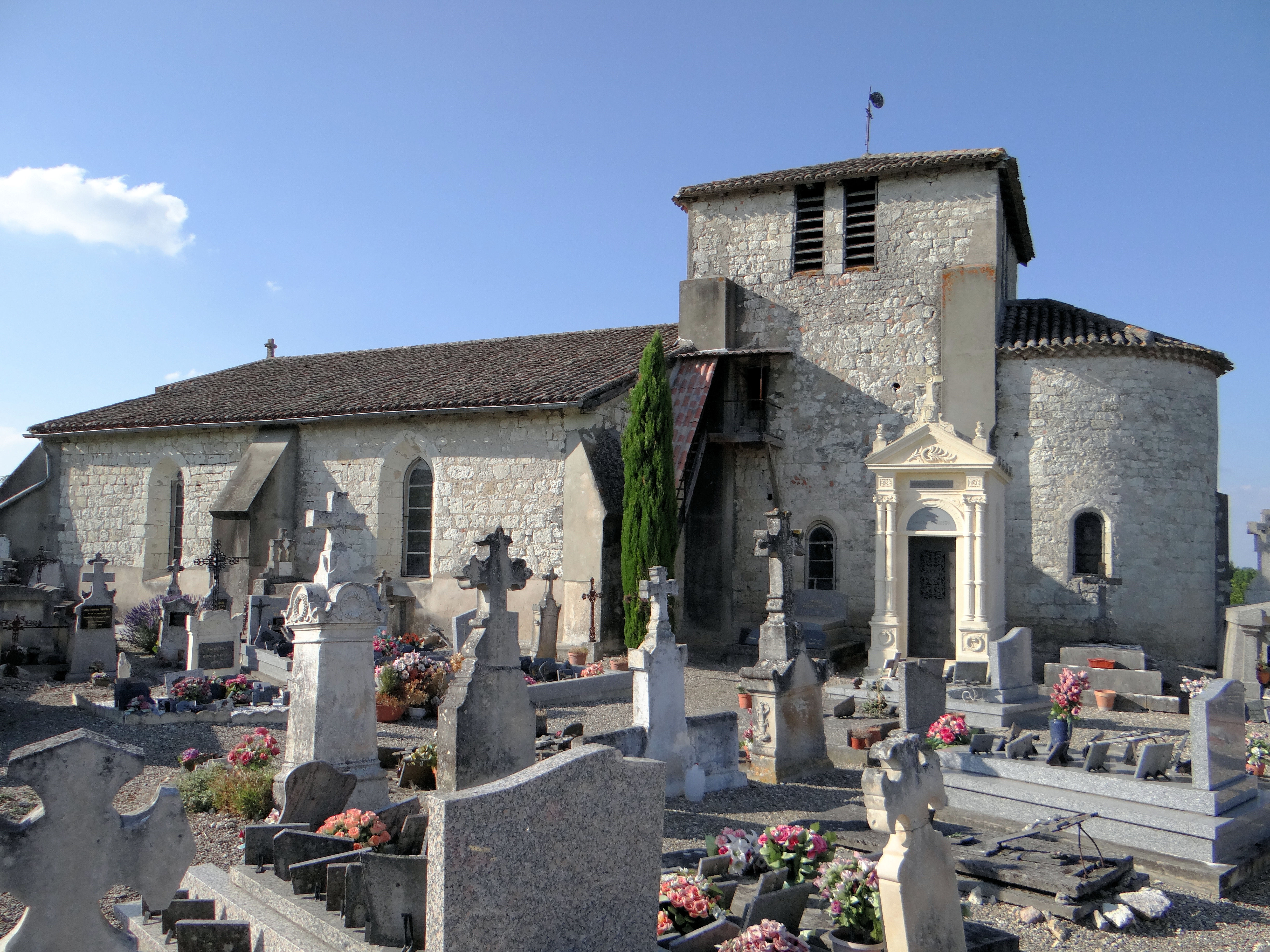
Kirche Saint-Nazaire

- Kirche Saint-Nazaire